# Reds du Nouveau-Brunswick
Les Reds du Nouveau-Brunswick sont les équipes sportives universitaires représentant l'Université du Nouveau-Brunswick, situé à Fredericton, Nouveau-Brunswick, Canada.

## Équipes universitaires[2]
- Athlétisme (M/F)
- Basket-ball (M/F)
- Cross-country (M/F)
- Curling (M/F)
- Football (M/F)
- Golf (M/F)
- Hockey sur glace (M/F)
- Lutte (M/F)
- Natation (M/F)
- Volley-ball (M/F)

### Autres équipes
- Football canadien (M, évoluant dans la LFA)
- Golf (M/F, évoluant dans l'ASCS)[3]

## Seawolves du Nouveau-Brunswick
Les Seawolves du Nouveau-Brunswick sont les équipes sportives universitaires représentant le campus de Saint-Jean de l'Université du Nouveau Brunswick, situé à Saint-Jean, Nouveau-Brunswick, Canada. Les Seawolves évoluent dans l'Association canadienne du Sport collégial.

### Équipes universitaires
- Basket-ball (M/F)
- Football (M/F)
- Volley-ball (M/F)